# Franck Dumas
Franck Dumas (* 9. Januar 1968 in Bayeux) ist ein ehemaliger französischer Fußballspieler und heutiger Trainer.

## Spielerkarriere
Dumas begann seine Karriere beim Stade Malherbe Caen, wo er ab der Saison 1987/88 zunächst als defensiver Mittelfeldspieler eingesetzt wurde. In der folgenden Spielzeit hätte er seinen ersten Abstieg erleben müssen, wäre es Caen nicht gelungen, sich mit drei Siegen in den letzten drei Spielen zu retten. In der Saison 1991/92 erreichte die Mannschaft den fünften Platz und damit sogar den UEFA Cup. Trotz guter Leistungen gelang Dumas nie, anders als seinem Teamkameraden Fabrice Divert, der Sprung in die Équipe Tricolore. Am Ende der erfolgreichen Saison 1991/92 verließ Dumas Caen und wechselte zur AS Monaco. Dort wurde er vom Mittelfeldspieler auf den Posten des Verteidigers umgeschult. 1997 feierte er mit seiner Mannschaft den Gewinn des Meistertitels. 1999 verließ er den Klub nach sieben Jahren. Nach jeweils einem halben Jahr im englischen Newcastle und bei Olympique Marseille ging Dumas 2000 zum RC Lens. Er blieb nur für ein Jahr und kehrte zurück zum SM Caen. 2004 schaffte er in seiner letzten Saison die Rückkehr in die erste Liga und beendete daraufhin seine Karriere. Insgesamt kommt er auf 407 Einsätze und zehn Tore in der ersten französischen Liga sowie sechs in der englischen Premier League.

## Trainerkarriere
Nach dem Ende seiner aktiven Karriere war Dumas zunächst als Sportdirektor für Caen tätig, bis er am 7. Mai 2005 zum Cheftrainer wurde. 2007 gelang der Aufstieg mit dem Verein, der erneut in die zweite Liga abgerutscht war. 2012 wurde er infolge des Abstiegs aus der ersten Liga entlassen.
Im Februar 2013 wurde Dumas beim abstiegsbedrohten Zweitligisten AC Arles-Avignon als neuer Trainer vorgestellt. Mit diesem konnte er zwei Mal die Klasse halten, ehe er zu Saisonbeginn 2014/15 vereinsintern auf den Posten des Sportdirektors wechselte. Nur Wochen später verließ er den Klub ganz, um beim marokkanischen Erstligisten Maghreb Fez als Co-Trainer eingestellt zu werden. Im Dezember 2014 endete nach nur vier Monaten seine erste Trainertätigkeit im Ausland.
Von Oktober 2017 bis Juni 2018 betreute er die Äquatorialguineische Fußballnationalmannschaft und wechselte dann weiter zum algerischen Erstligisten JS Kabylie, wo er bis 2019 blieb. Weitere Anstellungen führten ihn in den folgenden Jahren zu den ebenfalls algerischen Clubs CA Bordj Bou Arreridj und CR Belouizdad.
2021 verließ er Algerien und wurde Trainer des kongolesischen Clubs Tout Puissant Mazembe.
2023 kehrte er nach Algerien zurück und trainierte bis 2024 ES Sétif.